# Leptarctia fulvofasciata
Leptarctia fulvofasciata là một loài bướm đêm thuộc phân họ Arctiinae, họ Erebidae.